# Tour de Tracia
El Tour de Tracia  (oficialmente: Tour of Trakya, en turco: Trakya Turu Yarış Sonuçları) fue una carrera ciclista profesional por etapas turca que se disputaba en Tracia Oriental en el mes de mayo. 
Se disputó en 2010, 2011 y 2012 formando parte del UCI Europe Tour, dentro la categoría 2.2 (última categoría del profesionalismo).
Siempre tuvo 4 etapas, la mayoría de ellas con inicio y final en Tekirdağ.

## Palmarés
| Año  | Ganador                | Segundo             | Tercero                |
| ---- | ---------------------- | ------------------- | ---------------------- |
| 2010 | Stefan Koychev Hristov | Mert Mutlu          | Georgi Petrov Georgiev |
| 2011 | Andreas Keuser         | Kemal Küçükbay      | Danail Petrov          |
| 2012 | Yuri Metlushenko       | Ali Riza Tanriverdi | Eduard-Michael Grosu   |

## Palmarés por países
| País     | Victorias |
| -------- | --------- |
| Bulgaria | 1         |
| Alemania | 1         |
| Ucrania  | 1         |